# Canton d'Agen-Centre
Pour les articles homonymes, voir Canton d'Agen (homonymie).
Le canton d'Agen-Centre est une ancienne division administrative française située dans le département de Lot-et-Garonne, en région Aquitaine.

## Histoire
Le canton d'Agen-Centre est créé en 1973, en même temps que ceux d'Agen-Est, d'Agen-Nord et d'Agen-Ouest, en remplacement des cantons d'Agen-1 et d'Agen-2.

## Géographie
Ce canton était organisé autour d'Agen dans l'arrondissement d'Agen. Son altitude variait de 37 m (Agen) à 162 m (Agen) pour une altitude moyenne de 48 m.

## Communes
Le canton d'Agen-Centre se composait uniquement d’une fraction de la commune d'Agen. Il comptait 16 010 habitants (population municipale) au 1er janvier 2012.
| Nom              | Code Insee | Intercommunalité        | Population (dernière pop. légale)               |
| ---------------- | ---------- | ----------------------- | ----------------------------------------------- |
| Agen (chef-lieu) | 47001      | CA Agglomération d'Agen | Fraction : 16 010(2012) Commune : 34 126 (2014) |

## Démographie
| 1975 | 1982 | 1990   | 1999   | 2006   | 2011   | 2012   |
| ---- | ---- | ------ | ------ | ------ | ------ | ------ |
| -    | -    | 14 238 | 14 041 | 16 004 | 16 147 | 16 010 |

## Administration
| Période | Période          | Identité                    | Étiquette              | Qualité                                                                      |
| ------- | ---------------- | --------------------------- | ---------------------- | ---------------------------------------------------------------------------- |
| 1973    | 1981 (décès)     | Pierre Esquirol (1909-1981) | Rad. puis MRG puis DVD | Chirurgien, maire d'Agen (1971-1981)                                         |
| 1981    | 1989 (démission) | Paul Chollet                | UDF                    | Pédiatre Député (1986-1997) Maire d'Agen (1989-2001)                         |
| 1989    | 2001             | Philippe Lacaze             | RPR                    | Pharmacien Conseiller municipal d'Agen, adjoint au maire (1981, 1983 à 1989) |
| 2001    | 2008             | Lucette Lousteau            | PS                     | Maire-adjointe d'Agen (2001-2004)                                            |
| 2008    | 2015             | Pierre Chollet              | DVD                    | Médecin pneumologue Maire-adjoint d'Agen Élu en 2015 dans le canton d'Agen-3 |